# São Domingos do Capim
São Domingos do Capim is een gemeente in de Braziliaanse deelstaat Pará. De gemeente telt 27.923 inwoners (schatting 2009).